# Vehículo

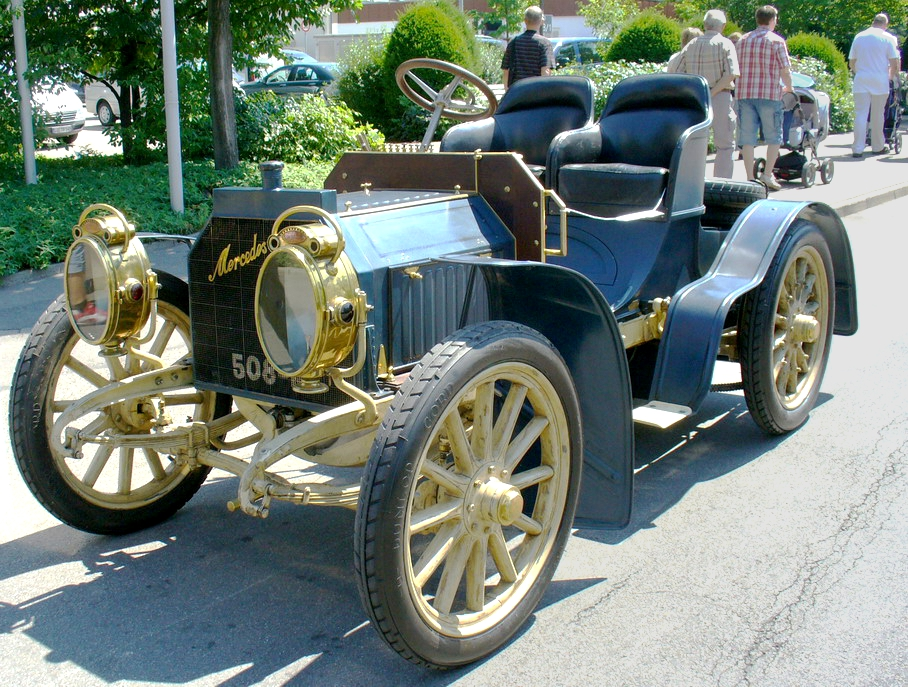
El automóvil es un medio de locomoción o transporte.

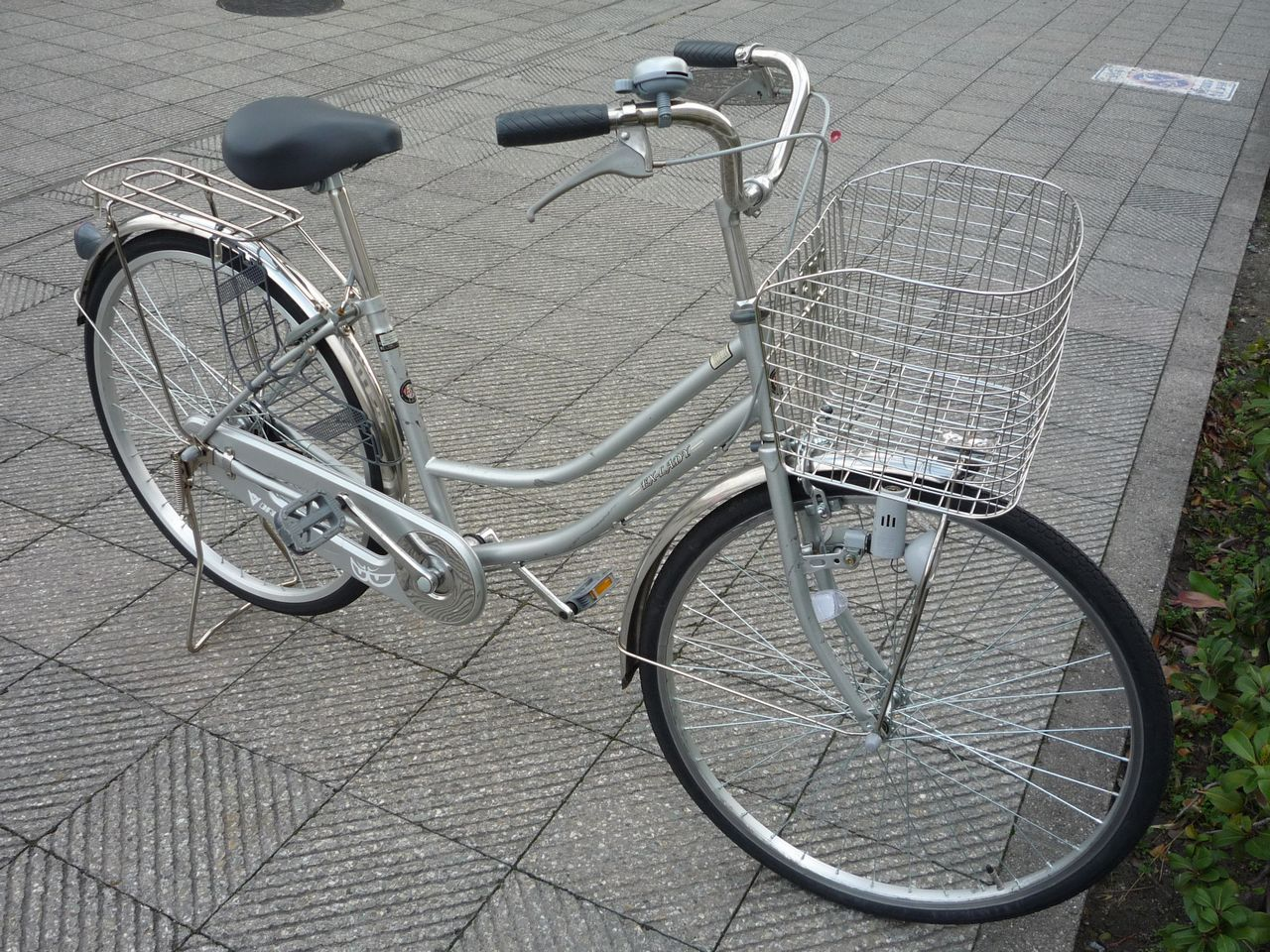
La bicicleta también es un vehículo.

El vehículo (del Latín: vehiculum) es un medio de locomoción que permite el traslado de un lugar a otro de personas o cosas.
Cuando se traslada animales u objetos es llamado vehículo de transporte, como por ejemplo (en orden de creación) el barco, el carro, el tren, la bicicleta, la motocicleta, el automóvil, el camión, el avión y la nave, entre otros.
En el ámbito de la comunicación, se utilizan distintos tipos de vehículos para la transmisión de información, como el periódico, la televisión, Internet, etc.
Se denominan vehículos los medios a través de los cuales se puede contagiar una enfermedad, el sonido o la electricidad.

## Vehículos terrestres
Es aquel que transporta personas, cosas y animales por vía terrestre.

### Vehículos que se movilizan sobre riel

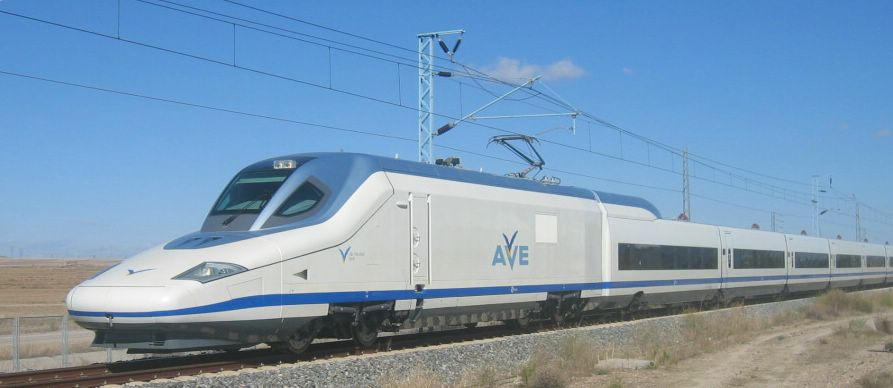
Tren de alta velocidad

1. Ascensor o elevador
2. Furgón
3. Metro (transporte)
4. Tranvía
5. Tren
6. Vagón
7. Locomotora

### Vehículos para suelo firme o pavimentado
1. Automóvil
2. Camión
3. Autobús
4. Bicicleta
5. Carretilla elevadora
6. Carro
7. Motocicleta
8. Ciclomotor
9. Patinete
10. Remolque
11. Tráiler
12. Trolebús
13. Monopatín
14. Patines
15. Triciclo
16. Caballo

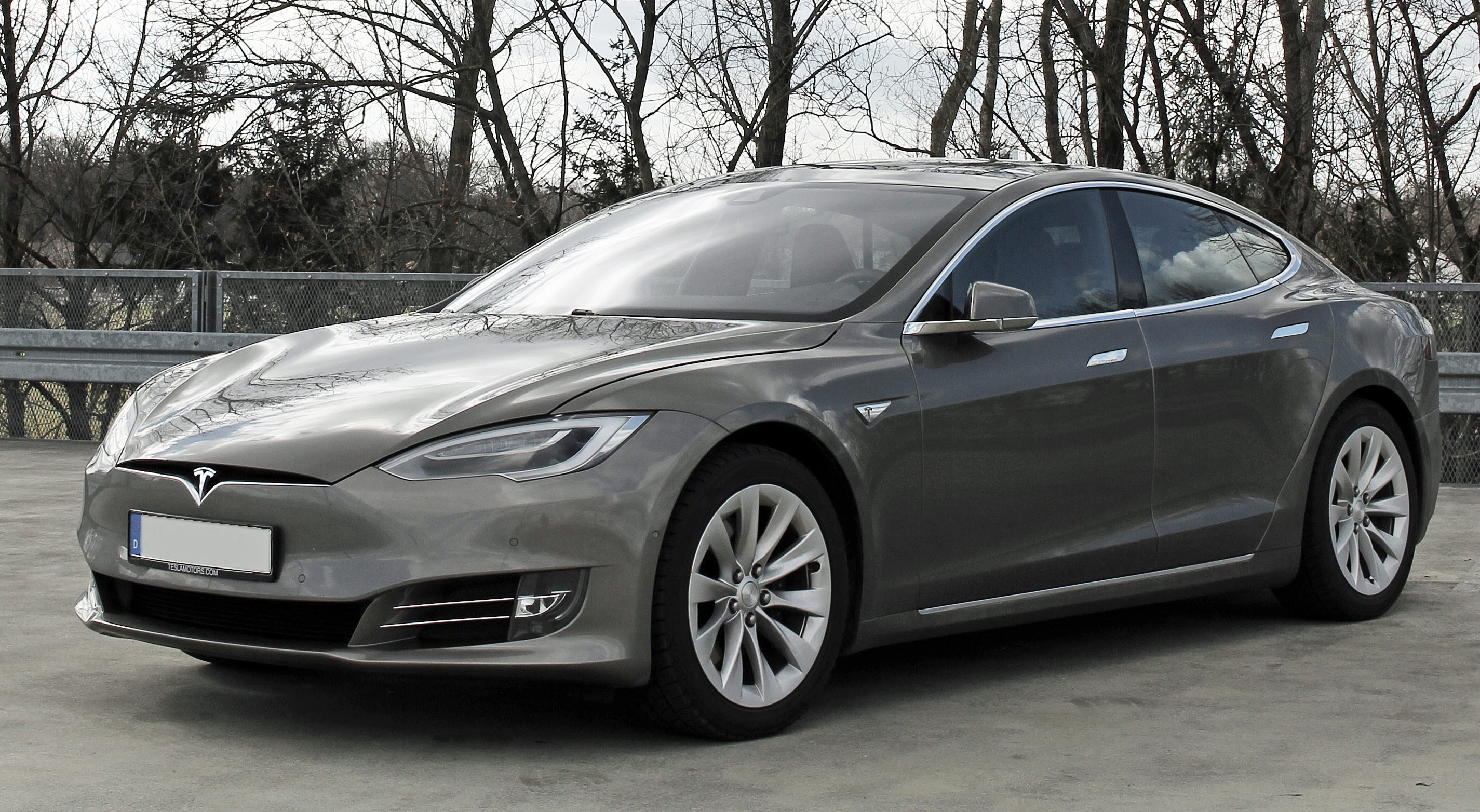
Automóvil eléctrico

Datos disponibles de la producción mundial de automóviles en 2019, en millones de unidades por año :
| Puesto | País           | Millones de unidades |
| ------ | -------------- | -------------------- |
| 1      | China          | 25,72                |
| 2      | Estados Unidos | 10,88                |
| 3      | Japón          | 9,68                 |
| 4      | Alemania       | 4,66                 |
| 5      | India          | 4,51                 |
| 6      | México         | 3,98                 |
| 7      | Corea del Sur  | 3,95                 |
| 8      | Brasil         | 2,94                 |
| 9      | España         | 2,82                 |
| 10     | Francia        | 2,20                 |
| 28     | Argentina      | 0,31                 |
| 40     | Colombia       | 0,05                 |

### Vehículos para terreno no acondicionado

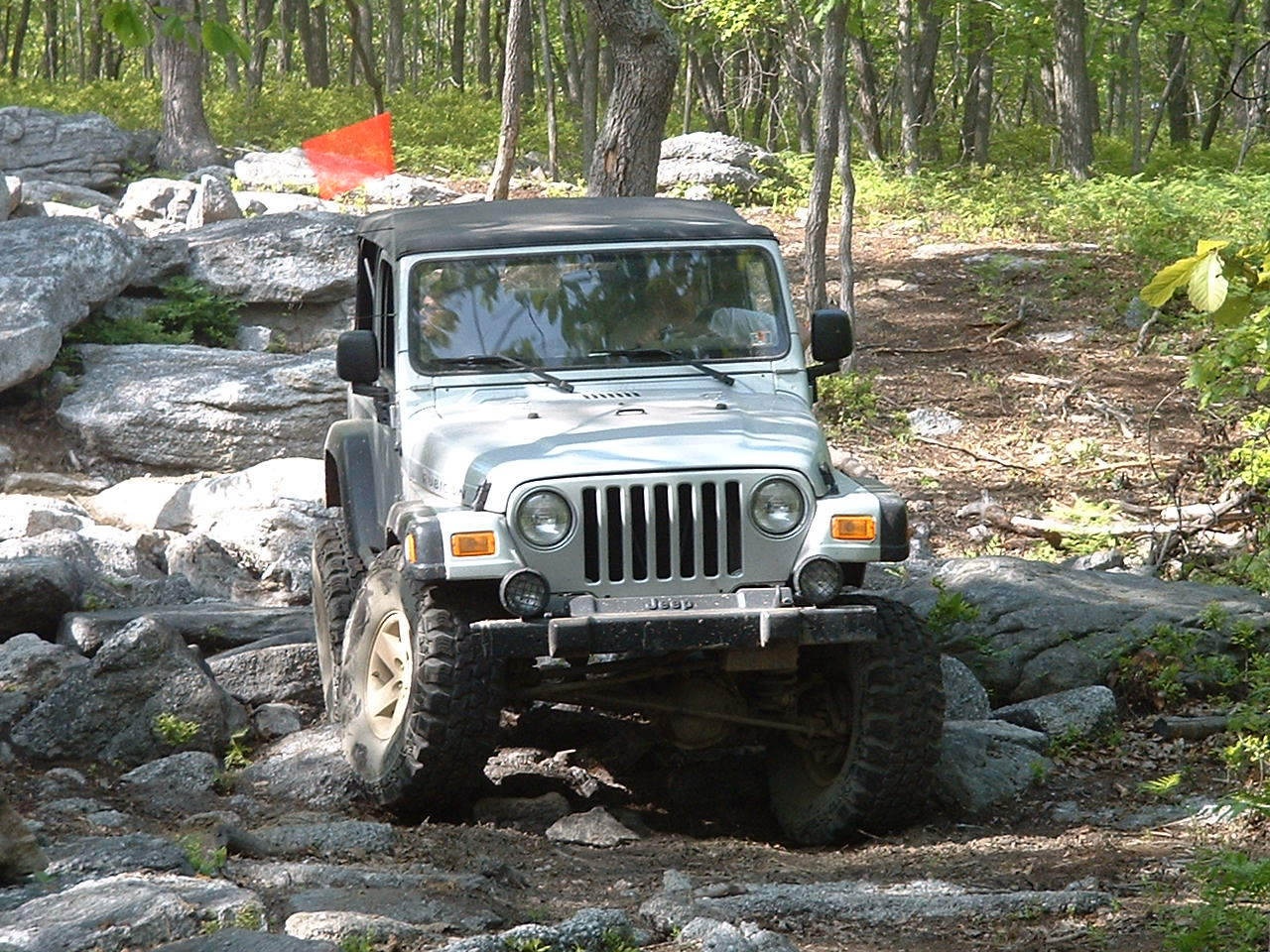
Todoterreno

1. Automóvil todoterreno
2. Buggy
3. Quad
4. Tractor
5. Motonieve
6. Trineo
7. Motocicleta de Enduro
8. Bicicleta de montaña
9. Tanque

## Vehículos marinos
Dentro del apartado de los vehículos marinos se pueden encontrar los que se desplazan sobre el agua y los que lo hacen sumergidos.

### Sobre el agua

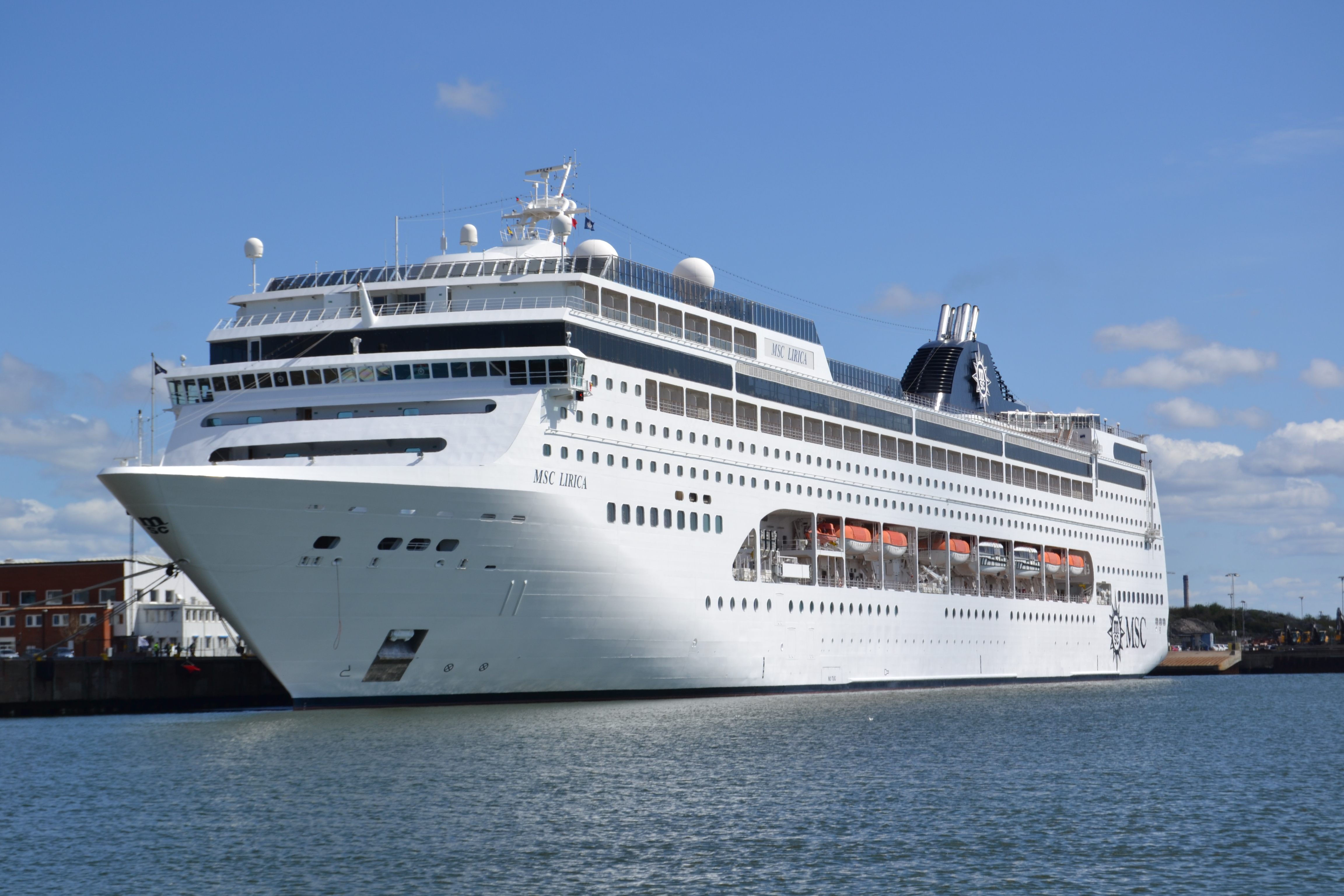
Transatlántico

1. Balsa
2. Embarcación
3. Canoa
4. Bote
5. Drakkar
6. Galera
7. Junco
8. Carabela
9. Galeón
10. Fragata
11. Urca
12. Buque
13. Moto de agua
14. Transbordador
15. Catamarán
16. Transatlántico
17. Rompehielos
18. Yate

### Sumergidos
1. Submarino
2. Batiscafo

## Vehículos aéreos

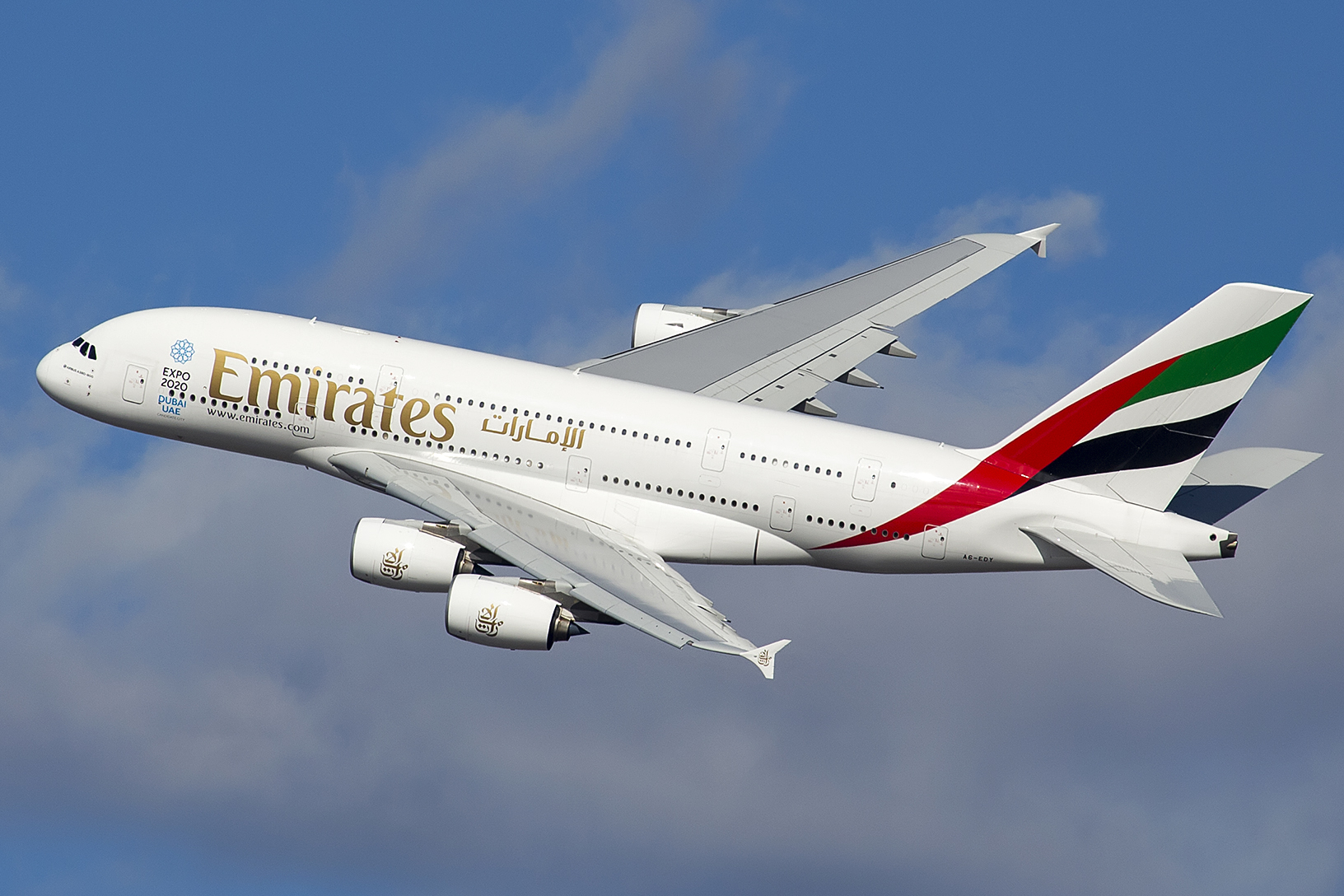
Avión

### Con motor
- Avión

### De hélices
1. Helicóptero
2. Avioneta

### A reacción
- Cohete
- Cohete espacial

## Sin motor

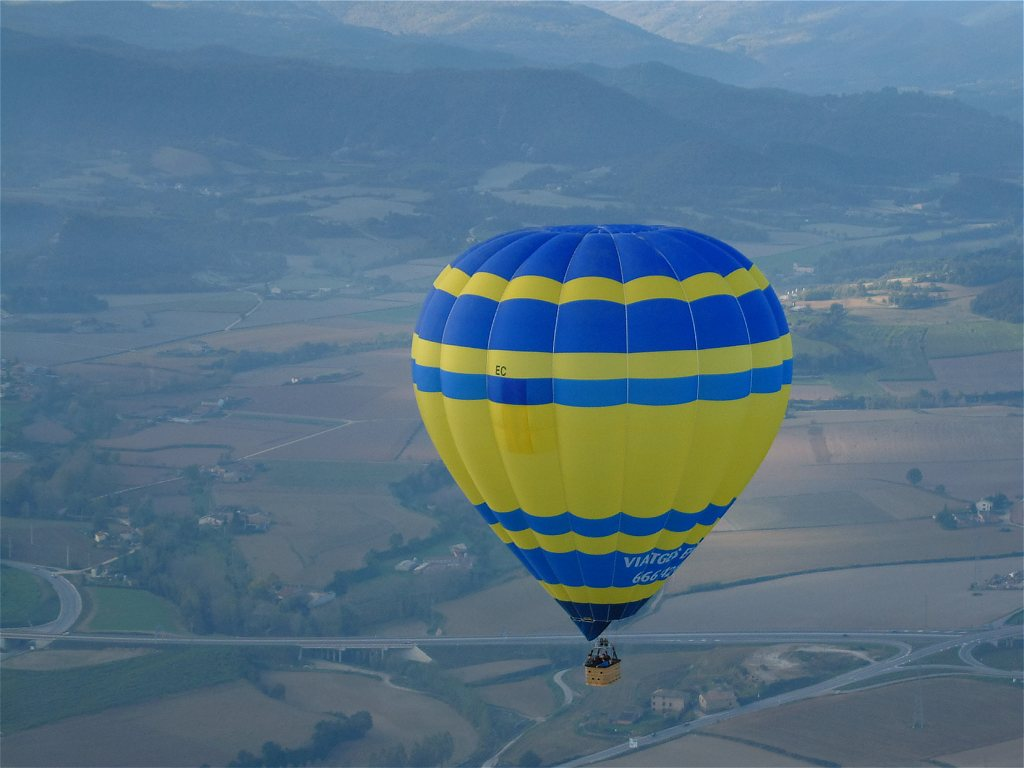
Globo aerostático

Es de reseñar que casi todos los aparatos sin motor son susceptibles de funcionar con motor, sin embargo debido a su peculiaridad de permanecer en el aire sin auxilio de motor, le dota de un diseño particular muy esmerado para aprovechar las fuerzas de sustentación, que en definitiva obliga a enmarcarlos como una categoría propia.
- Aerostato: Un aerostato, montgolfier o globo aerostático es una aeronave no propulsada que se eleva usando aire caliente sirviéndose del principio de los fluidos de Arquímedes. Se deja llevar por las corrientes de aire, Se puede controlar su elevación, mediante bolsas de lastre y calentamiento, dependiendo del tipo de globo.

- Dirigible: Funcionan con gases más ligeros que el aire, típicamente helio, aunque en un principio llegaron a funcionar con hidrógeno que fue reemplazado por el helio a raíz del accidente del dirigible Hindenburg en la que viajaban personajes ilustres de la época.

- Ala delta: Ingenioso aparato habilitado aerodinámicamente para ser dirigido, lleva un arnés suspendido por debajo del ala donde va amarrado convenientemente el piloto y desde el que puede navegar. Su estructura es muy ligera, y a la vez frágil, suelen fabricarse desmontables completamente y plegables, para un fácil transporte, se usa comúnmente para la práctica deportiva o recreativa. Una cámara de fotos, le da un pequeño toque profesional. Depende en gran medida de los vientos, por lo que no resulta practicable en cualquier parte. El despegue se realiza desde un lugar muy elevado, como la ladera de una montaña. No se aconseja intentar navegar sin un guía instructor, ya que se es necesario conocer las características de los vientos y el manejo operacional del aparato para que su uso no suponga un accidente. El factor riesgo siempre está presente. Existe otra versión de motor, para evitar la ausencia de vientos, con lo que suele llamarse mixto, ya que puede igualmente apagarse el motor, si las condiciones son favorables. Su forma, como indica su nombre, es en delta, una especie de triángulo: los que disponen de motor suelen tener una forma alada con una gran envergadura.

- Paracaídas: Artefacto construido a base de fibras, o telas, formando una semicircunferencia, tienen unos tendidos de cuerdas que conforman el armazón del artefacto, que a la vez sirven de sujeción al arnés del saltador. El paracaídas, básicamente no vuela, sino que hace una caída frenada, permite un pequeño manejo direccional, que no es suficiente, sin embargo sirve para navegarlo a un destino específico a voluntad. Su construcción es extremadamente ligera y se arrolla sobre sí en forma de pliegue de abanico, antes de poder guardarlo para su utilización, en una mochila que es a la vez el arnés del saltador. Su fundamento está sacado del globo aerostático.

- Parapente: Tipo de paracaídas de pequeño tamaño y gran manejabilidad comparado con los típicos paracaídas. Permite a saltadores expertos lograr una precisión de aterrizaje con buenas condiciones atmosféricas de muy pocos metros de error sobre el objetivo marcado. al igual que al ala delta, se le ha dotado de un pequeño motor, que debido a las menores dimensiones alares que el ala delta, lo hace más apto para situaciones más críticas. No obstante esta ventaja tiene en contra que el ala delta es más apta para remontar el vuelo en ausencia de viento, utilizando el motor.

- Planeador: Es un aparato con una figura semejante a la de un avión, una aerodinámica excelente y una gran envergadura alar, que es la que le dota de una gran sustentación. Pueden permanecer durante horas en vuelo, si las corrientes de aire no son muy desfavorables, y recorrer incluso miles de kilómetros (si el piloto aguanta). Su vuelo es suave, y para ponerse en vuelo, es remolcado desde un avión —llamado nodriza— hasta conseguir la altitud exigida, momento en el que se desprende del avión nodriza. Son muy ligeros, y suelen construirse con un metal ligero como el aluminio, maderas ligeras, y más actualmente fibras de carbono. Su uso acapara varias modalidades, desde el vuelo acrobático-deportivo, a la toma de fotos, el placer de las alturas, o incluso mediciones meteorológicas, hoy día ya en desuso.

### Proyectiles
- Boomerang: Artilugio pequeño de uso manual con una forma de escuadra (sin hipotenusa), y que debido al diseño de su forma aerodinámica y con un correcto estilo de manejo se consigue que "vuele" en un trayecto de ida y vuelta. Originario de los aborígenes de Australia, su uso ha sido el de la caza y la guerra, aunque hoy en día su uso supone más una modalidad deportiva, o de recreo que otra cosa. Su peso es muy liviano, y se construye en madera muy resistente a los golpes, y modernamente en fibras de distintos tipos.

- Regilete: Es el típico dardo aflechado que puede ser construido en forma casera y cuyo uso es de juego para los niños. Básicamente es una caña o soporte cilíndrico alargado y de pequeño radio en cuyo extremo se coloca una punta y en el otro un sistema de aflechamiento, o alas en forma de cruz (típicamente 4 alas, aunque también funciona muy equilibrado con tres). Es proyectado con la mano, y siguiendo las condiciones de la balística, siguiendo por tanto un tiro curvo, que todo niño que haya jugado con piedras debería conocer (al menos su práctica, si no su teoría).

- Dardo: Pequeño instrumento largo y afilado con 3 o 4 alas formadas por plumas (originalmente) en unas culturas y por papiro o tripas de animal (como el tambor) o similar en otras culturas. Su función primitivamente era la caza o la guerra, y era proyectado con instrumentos propicios al destino final. La cerbatana era uno de los más habituales, que funcionaba a través de una fuerte corriente de aire ejercida por el soplido de la boca. A menudo los dardos eran envenenados, (entre las tribus amazónicas con curare) para que sus efectos fueran mortíferos, en otras ocasiones simplemente era un producto adormecedor. Hoy en día el uso es deportivo y se fabrican en materiales plásticos, metálicos y fibras, y tienen unas dimensiones algo mayores. Su proyección debe ser mediante un tiro tenso, por lo que debe alcanzar una gran velocidad en todo el momento de su recorrido, limitando su distancia de lanzamiento. Su aflechamiento, le otorga la estabilidad deseada. No se incluye la lanza en esta categoría, porque aunque se transporta a través del aire, no se puede considerar que vuela, al igual que el regilete, comparte un tiro curvo, pero debido a su peso no se considera en esta categoría. Lo mismo se puede decir de la flecha, la jabalina y la saeta que irían mejor en una sección exclusiva de proyectiles convencionales, dentro de una categoría aún mayor como es el armamento.

## Vehículos espaciales

### Naves espaciales tripuladas
Orbitales
- Nave espacial Apolo
- Nave espacial Gemini
- Estación Espacial Internacional
- Nave espacial Mercury
- Unidad de Maniobra Tripulada
- Mir
- Salyut
- Transbordador Burán
- Nave espacial Shenzhou
- Skylab
- Nave espacial Soyuz
- Transbordador espacial
- Nave espacial Voskhod
- Nave espacial Vostok

Suborbital

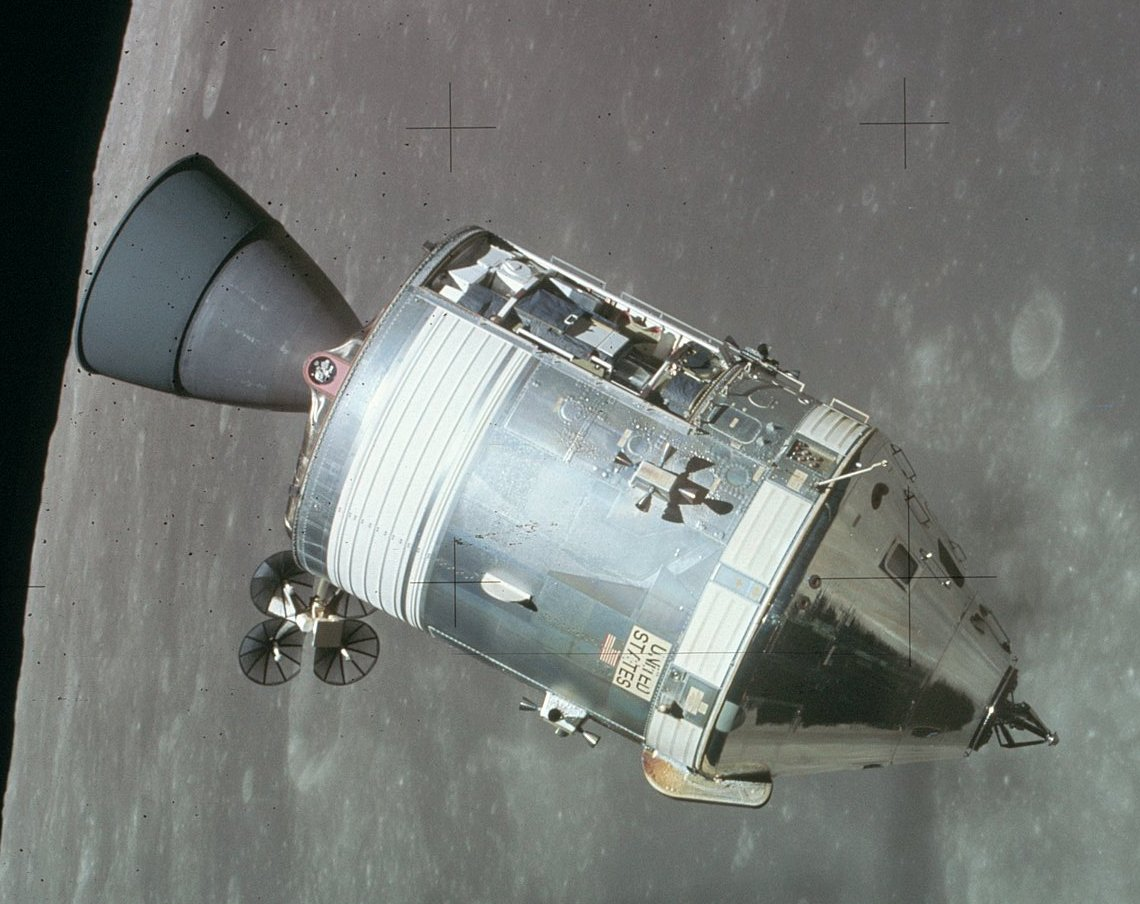
El módulo de Comando/Servicio de Apollo 15 visto desde el Módulo Lunar el 2 de agosto de 1971.

- SpaceShipOne (comercial) suborbital
- X-15 suborbital

### Naves espaciales no tripuladas
Órbita terrestre

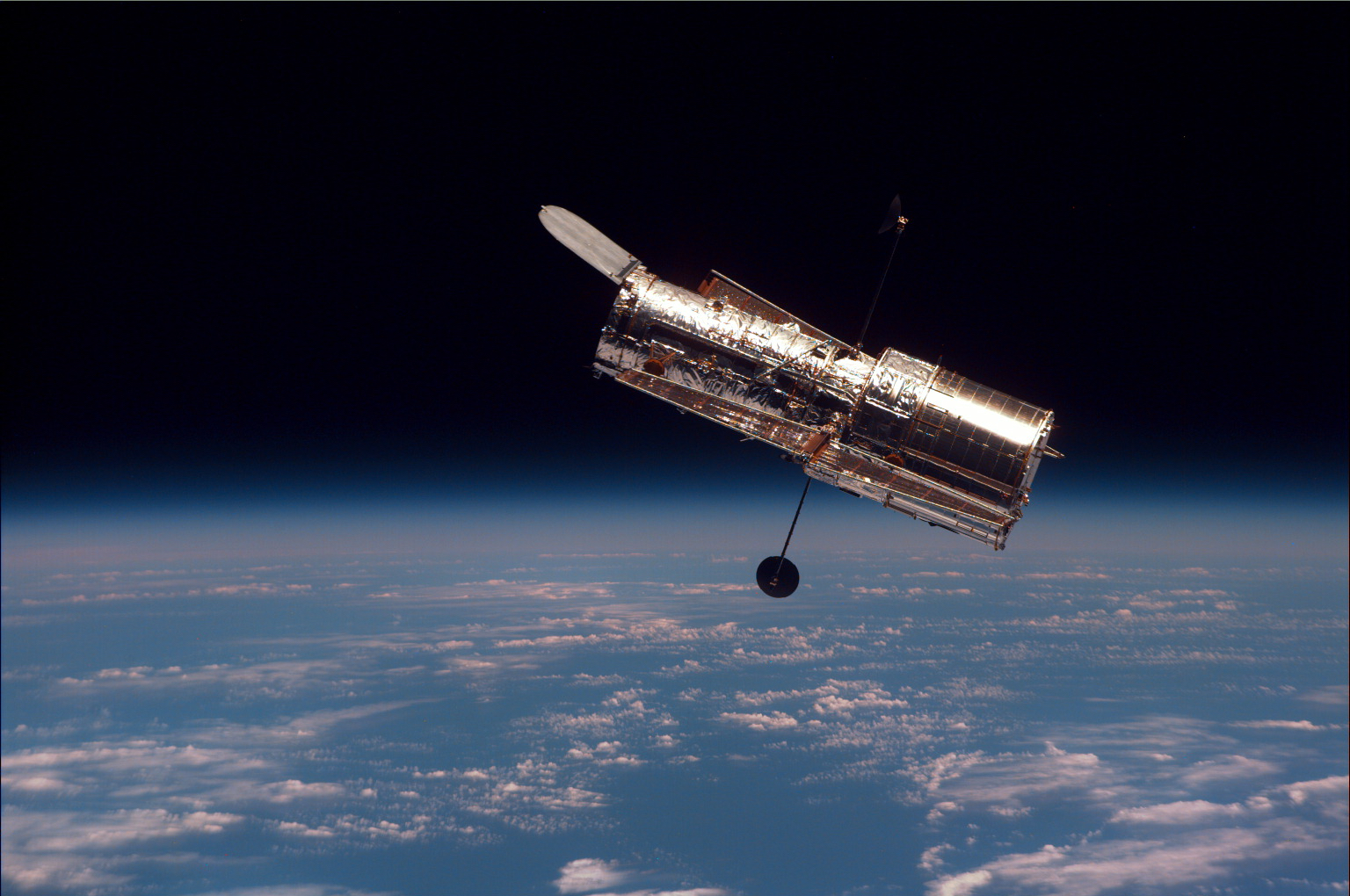
El Telescopio Espacial Hubble.

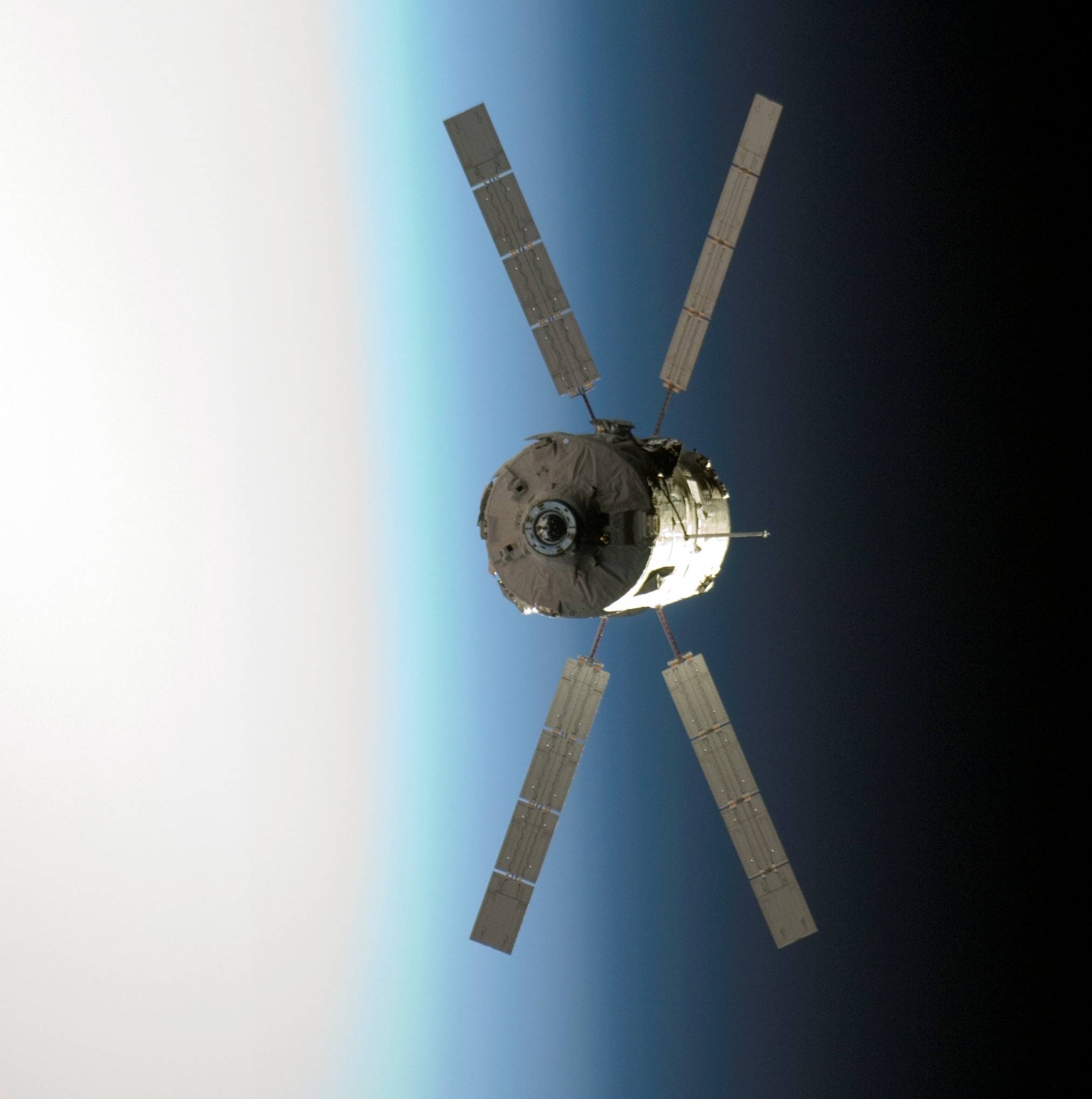
El Julio Verne aproximándose a la Estación Espacial Internacional el lunes 31 de marzo de 2008.

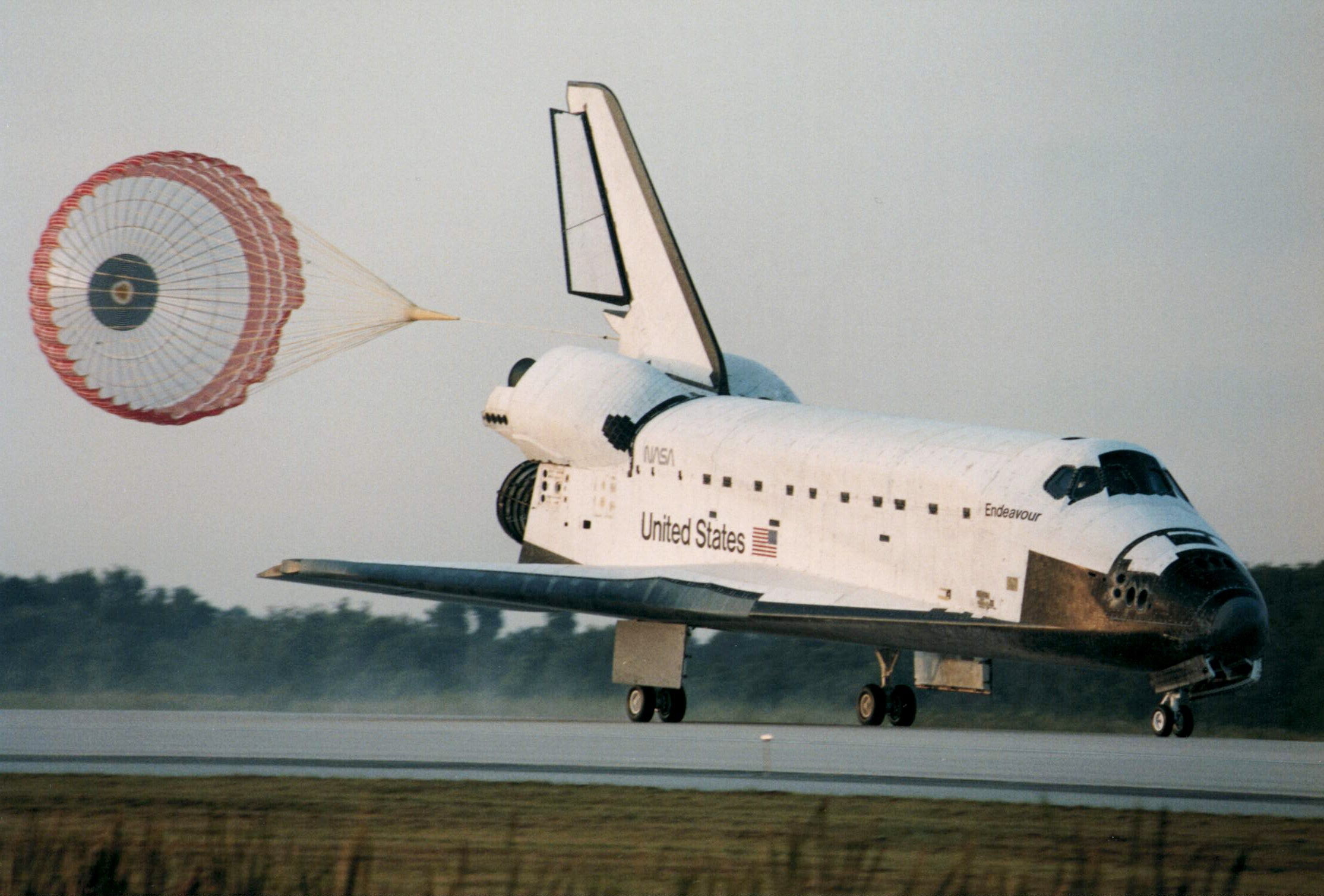
Transbordador espacial durante un aterrizaje suave.

Concepción artística de la sonda Cassini en su maniobra de inserción en órbita alrededor de Saturno.

- Vehículo de transferencia automatizado (ATV)—Una nave espacial de carga no tripulada europea
- Buran Transbordador soviético(una sola misión, no reusable)
- Explorer 1—Primer satélite de los Estados Unidos de América
- Progress—Nave espacial de cargar USSR/Rusia no tripulada
- Proyecto SCORE—Primer satélite de comunicaciones
- SOHOSiglas de su nombre en inglés "Solar and Heliospheric Observatory"
- Sputnik 1—El primer satélite artificial del mundo
- Sputnik 2—Primer animal en órbita (Laika)
- Sputnik 5—La primera cápsula recuperada de órbita con supervivientes (precursor del Vostok)
- STEREO—Observación ambiental de la tierra
- Syncom—Primer satélite de comunicaciones geosincrónico

Lunar
- Clementine—Misión de la marina de los Estados Unidos de América, orbito la luna, detecto hidrógeno en los polos
- Luna 1—Primer vuelo lunar
- Luna 2—Primer contacto con la superficie lunar
- Luna 3—Primeras imágenes del lado oscuro de la luna
- Luna 9—Primer alunizaje
- Luna 10—Primera orbita lunar estable
- Luna 16—Primera recogida de muestras de la superficie lunar no tripulada
- Lunar Orbiter—Una serie de muy exitosas naves espaciales que cartografiaron la Luna
- Lunar Prospector—Confirma la detección de hidrógeno en los polos lunares
- SMART-1 ESA—Impacto lunar
- Surveyor—Primer alunizaje de los Estados Unidos de América
- Chandrayaan 1 —Primera misión lunar de la India

Interplanetario
- Cassini-Huygens—Primer satélite artificial de Saturno y aterrizaje en su luna Titán
- Galileo—Primer satélite artificial de Júpiter y sonda
- Mariner 4—Prime acercamiento a Marte, primeras imágenes de cerca y alta resolución de Marte
- Mariner 9—Primer satélite artificial de Marte
- Mariner 10—Primeras fotografías detalladas de Mercurio
- Mars Exploration Rover—Una sonda motorizada en Marte
- Mars Global Surveyor—Un satélite artificial en Marte
- Mars Reconnaissance Orbiter—Un avanzado satélite artificial monitor de clima, con capacidad fotográfica y de radar subterráneo y telecomunicaciones en Marte
- MESSENGER—Primer satélite de Mercurio (llegada en 2011)
- Mars Pathfinder—Una sonda motorizada en Marte
- New Horizons—Primer acercamiento a Plutón(llegada en 2015)
- Pioneer 10—Primer acercamiento y fotos detelladas de Júpiter
- Pioneer 11—Segundo acercamiento a Júpiter y primer acercamiento a Saturno
- Pioneer Venus—Primer satélite artificial y sonda de superficie de Venus
- Venera 4—Primer descenso controlado hasta la superficie de otro planeta (Venus)
- Viking 1—Primer descenso controlado a la superficie de Marte
- Voyager 2—Acercamiento a Jupiter, Saturno, y primer acercamiento y fotografías detalladas a Neptuno y Urano

Otros—espacio profundo
- Cluster
- Deep Space 1
- Deep Impact
- Genesis
- Near Earth Asteroid Rendezvous
- Stardust
- WMAP

La nave espacial más rápida
- Helios Sondas Solares I y II (252792 km/h)

Las naves espaciales más alejadas del Sol
- Voyager 1 at 135 AU En junio de 2016, alejándose a una velocidad cercana a 3.6 UA al año
- Pioneer 10 at 89.7 AU En 2005, alejándose a una velocidad cercana a 2.6 UA al año
- Voyager 2 at 85.49 AU En julio de 2008, alejándose a una velocidad cercana a 3.3 UA al año

La nave espacial más pesada
- Transbordador espacial de la NASA (109000 kg/ton)

## Vehículos de tracción animal
1. Litera
2. Coche de caballos
3. Carro
4. Trineo
5. Caravana
6. Cuadriga
7. Carromato
8. Carretón
9. Carroza
10. Diligencia
11. Furgón
12. Carruaje
13. Carreta

## Categoría
Existe una clasificación de vehículos en la Unión Europea: L, L1, L2, L3, L4, L5, M, M1, M2, M3, N, N1, N2, N3, O, O1, O2, O3, O4.
Por ejemplo:
- Categoría M: Vehículos de motor destinados al transporte de personas y que tienen, por lo menos, cuatro ruedas.[2]
- Categoría M1: Vehículos destinados al transporte de personas que tengan, además del asiento del conductor, ocho plazas sentadas como máximo.[2]

## Regulación

### Unión Europea
- Reglamento (CE) n.º 706/2007 de la Comisión, de 21 de junio de 2007, por el que se establecen, con arreglo a la Directiva 2006/40/CE del Parlamento Europeo y del Consejo, disposiciones administrativas para la homologación CE de tipo de vehículos y un ensayo armonizado para medir las fugas de determinados sistemas de aire acondicionado.

- Reglamento (CE) n.º 715/2007 del Parlamento Europeo y del Consejo, de 20 de junio de 2007, sobre la homologación de tipo de los vehículos de motor por lo que se refiere a las emisiones procedentes de turismos y vehículos comerciales ligeros (Euro 5 y Euro 6) y sobre el acceso a la información relativa a la reparación y el mantenimiento de los vehículos.

- Directiva 2006/119/CE de la Comisión, de 27 de noviembre de 2006, por la que se modifica, para adaptarla al progreso técnico, la Directiva 2001/56/CE del Parlamento Europeo y del Consejo sobre los sistemas de calefacción de los vehículos de motor y de sus remolques.

- Directiva 2006/120/CE de la Comisión, de 27 de noviembre de 2006, que corrige y modifica la Directiva 2005/30/CE por la que se modificarán, con objeto de adaptarlas al progreso técnico, las Directivas 97/24/CE y 2002/24/CE del Parlamento Europeo y del Consejo, relativas a la homologación de los vehículos de motor de dos o tres ruedas.

- Directiva 2007/15/CE de la Comisión, de 14 de marzo de 2007, por la que se modifica, para adaptarlo al progreso técnico, el anexo I de la Directiva 74/483/CEE del Consejo, sobre los salientes exteriores de los vehículos de motor.

- Directiva 2007/34/CE de la Comisión, de 14 de junio de 2007, por la que se modifica, a efectos de su adaptación al progreso técnico, la Directiva 70/157/CEE del Consejo, sobre nivel sonoro admisible y el dispositivo de escape de los vehículos de motor.

- Directiva 2007/35/CE de la Comisión, de 18 de junio de 2007, por la que se modifica, para adaptarla al progreso técnico, la Directiva 76/756/CEE del Consejo, sobre la instalación de los dispositivos de alumbrado y señalización de los vehículos de motor y sus remolques.

- Directiva 2007/37/CE de la Comisión, de 21 de junio de 2007, por la que se modifican los anexos I y III de la Directiva 70/156/CEE del Consejo, relativa a la aproximación de las legislaciones de los Estados miembros sobre la homologación de vehículos de motor y de sus remolques.

- Reglamento n.º 123 de la Comisión Económica de las Naciones Unidas para Europa (CEPE)-Disposiciones uniformes relativas a la homologación de los sistemas de alumbrado delantero adaptables (AFS) para vehículos automóviles.

- Reglamento n.º 124 de la Comisión Económica de las Naciones Unidas para Europa (CEPE)-Prescripciones uniformes relativas a la homologación de ruedas para vehículos de pasajeros y sus remolques.

#### España
La homologación de vehículos se encuentra regulada en España por el Real Decreto 2028/1986, de 6 de junio, sobre las normas para la aplicación de determinadas directivas de la CE, relativas a la homologación de tipos de vehículos automóviles, remolques, semirremolques, motocicletas, ciclomotores y vehículos agrícolas, así como de partes y piezas de dichos vehículos.
La normativa española (Orden ITC/2948/2007, de 27 de septiembre) transpone las normas comunitarias y reglamentos de la Comisión Económica para Europa de las Naciones Unidas (CEPE/ONU), derivados del Acuerdo de Ginebra de 20 de marzo de 1958.
Por otro lado, hay dos laboratorios reconocidos en España en homologación de tipo:
- IDIADA en Tarragona.[4]
- INTA en Madrid, dependiente del Ministerio de Defensa.

Además, se pueden usar homologar otros laboratorios reconocidos en la Unión Europea para las pruebas SVA (single vehicle approval).